# Meaty Beaty Big and Bouncy
| 전문가 평가                       | 전문가 평가 |
| 평가 점수                         | 평가 점수   |
| 출처                              | 점수        |
| --------------------------------- | ----------- |
| AllMusic                          | [ 1 ]       |
| Christgau's Record Guide          | A−          |
| The Encyclopedia of Popular Music | [ 3 ]       |
| MusicHound Rock                   | 5/5         |
| The Rolling Stone Album Guide     | [ 5 ]       |
| Tom Hull – on the Web             | A+          |

《Meaty Beaty Big and Bouncy》는 1971년 10월 30일, 영국에서 트랙 레코드, 미국에서 데카 레코드로 발매된 영국의 록 밴드 더 후의 컴필레이션 음반이다. 1971년 11월 20일, 미국 빌보드 200 차트에 진입하여 11위, 1971년 12월 3일, 영국 차트에 진입하여 9위를 기록했다.

## 배경
피트 타운젠드가 《Meaty Beaty Big and Bouncy》를 편집했다. 밴드의 매니저 키트 램버트는 트랙 순서를 변경하려고 시도했지만 이미 너무 많은 복사본이 눌러졌기 때문에 실패했다. 더 후와 빌 커비슐리가 램버트와 함께 정리하는 데 실패했기 때문에 영국 발매가 보류되었다.
이 음반은 밴드 "Meaty"의 멤버 이름을 따서 지어졌고, "Beaty"는 그의 드럼 연주를 위해 "Moon", "Big"은 "The Ox" (같은 이름의 기악곡에 별명을 빌려주는 것)로 종종 언급되는 큰 사람이었던 존 엔트위슬, 그리고 "Bouncy"는 공연 중에 꽤 곡예적으로 뛰어오른 타운젠드였다.
그 음반의 원래 제목은 《The Who Looks Back》이었다. 이 음반의 대부분의 트랙은 또한 더 후 재료의 많은 후속 모음집에 등장할 것이다.

## 곡 목록
모든 곡들은 특별한 언급이 없는 한 피트 타운젠드에 의해 작사/작곡하였다.
| #  | 제목                                   | 재생 시간 |
| -- | -------------------------------------- | --------- |
| 1. | 〈I Can't Explain〉                    | 2:05      |
| 2. | 〈The Kids Are Alright (Single edit)〉 | 2:45      |
| 3. | 〈Happy Jack〉                         | 2:12      |
| 4. | 〈I Can See for Miles〉                | 4:06      |
| 5. | 〈Pictures of Lily〉                   | 2:43      |
| 6. | 〈My Generation〉                      | 3:18      |
| 7. | 〈The Seeker〉                         | 3:11      |

| #  | 제목                         | 작사·작곡             | 재생 시간 |
| -- | ---------------------------- | --------------------- | --------- |
| 1. | 〈Anyway, Anyhow, Anywhere〉 | 로저 돌트리, 타운젠드 | 2:42      |
| 2. | 〈Pinball Wizard〉           |                       | 2:59      |
| 3. | 〈A Legal Matter〉           |                       | 2:48      |
| 4. | 〈Boris the Spider〉         | 존 엔트위슬           | 2:28      |
| 5. | 〈Magic Bus〉                |                       | 4:33      |
| 6. | 〈Substitute〉               |                       | 3:49      |
| 7. | 〈I'm a Boy〉                |                       | 3:41      |

## 인증
| 국가                       | 인증     | 판매량/출하량 |
| -------------------------- | -------- | ------------- |
| 미국 (RIAA)                | 플래티넘 | 1,000,000^    |
| ^출하량을 기반으로 한 인증 |          |               |